# Ziranmen
Lo Ziranmen (自然门, scuola naturale) è uno stile di arti marziali cinesi di cui non si conosce bene l'origine e di non facile classificazione. Secondo Ziranmen Gongfu questa Scuola segue la teoria Taoista ed ha componenti sia di Waijia che Neijia. Oggi lo Ziranmen è praticato nelle province di Hunan e Fujian.

## Il nome
Lo stile prende il nome di Scuola Naturale perché secondo la propria teoria  il movimento deve essere rilassato e naturale (Dongzuo Qingzong Ziran 动作轻松自然).

## Storia
Lo Ziranmen è stato tramandato a partire dal 1887 da Du Xinwu (杜心五, 1869-1953), un celebre pugile dell'Hunan, che lo avrebbe appreso da un certo Xu, chiamato Xu Xiake (徐侠客, Xu il cavaliere errante), o Xu Aizi e Xu Aishi (徐矮子 e 徐矮师, Xu il nano o Xu il piccolo maestro), originario del Sichuan.
L'allievo più importante di Du Xinwu è stato Wan Laisheng (万籁声).

## Esercizi
Lo Ziranmen contiene una serie di esercizi di Qigong di condizionamento, di potenziamento e che lavorano sull'equilibrio. Celebre è l'esercizio in equilibrio sul bordo di una cesta di vimini, ma vengono utilizzati anche i Meihuazhuang, i sacchi di sabbia, le Zimuqiu (子母球, sfere madre figlio, per rinforzare le mani e le dita), i Sanjiaozhuang (三角桩, pali a triangolo), eccetera. In questo stile si studiano anche un Taolu, Tuifa Bashi (腿法八势), che assomiglia moltissimo al Tantui) ; una serie di tecniche di autodifesa dette Podi Shiwu Shi (破敌十五势, 15 forze per sconfiggere un avversario)); alcune armi: Ziranmen qiang (自然门枪); Ziranmen dadao (自然门大刀)) e Ziranmen Youlong jian (自然门游龙剑)). L'articolo Zi Ran Men Kung Fu divide il metodo di allenamento della Scuola Naturale in Allenamento Fisico, Tecniche di Combattimento e Condizionamento con l'obiettivo di migliorare la salute del corpo e della mente, invece in  curriculum  il programma di insegnamento è così ripartito: Fondamentali, Sequenze a Mano Nuda, Sequenze con Armi, Esercizi in Coppia, Qigong, Condizionamento, Combattimento.